# Khu bảo tồn thiên nhiên Komandorsky
Khu bảo tồn thiên nhiên Komandorsky (tiếng Nga: Командо́рский госуда́рственный биосфе́рный запове́дник) hay Khu dự trữ sinh quyển S.V Makarov là một khu bảo tồn thiên nhiên (Zapondnik) nằm trên Quần đảo Komandorski, thuộc vùng Kamchatka, Viễn Đông Nga.
Nó bảo vệ khu vực tự nhiên có diện tích 3.648.679 ha (36.648 km²) trong đó có 2.177.398 ha (21.774 km²) là bề mặt biển. Phần diện tích đất liền chủ yếu gồm hầu hết diện tích đảo Bering, toàn bộ đảo Medny cùng 13 đảo nhỏ và đảo đá khác. Được thành lập vào năm 1993 để bảo vệ hệ sinh thái đa dạng của Quần đảo Komandorski cùng khu vực biển xung quanh thuộc Biển Bering và Bắc Thái Bình Dương.
Do sự cô lập của nó nên khu bảo tồn có sự đa dạng lớn về hệ động vật hoang dã. Đây là nơi trú ẩn cho hơn một triệu con chim biển, vài trăm nghìn con Hải cẩu lông mao bắc Thái Bình Dương, vài ngàn cá thể Sư tử biển Steller, Hải cẩu cảng biển, Hải cẩu đốm, Hải cẩu Stejneger, một số lượng đáng kể Rái cá biển và 21 loài cá voi như Cá voi mõm khoằm Stejneger, Cá voi Minke, hai phân loài đặc hữu hiếm hoi Cáo tuyết Bắc Cực. Khu bảo tồn còn là nơi bảo vệ rất nhiều loài chim di cư quý hiếm bị đe dọa như Thiên nga lớn, Ngỗng Canada, Ngỗng hoàng đế, Vịt biển Steller, Đại bàng biển Steller và là vùng chuyển tiếp của hệ động thực vật châu Á và Bắc Mỹ.
Một vùng đệm có bán kính 50 km (31 mi) xung quanh khu bảo tồn cấm hoàn toàn hoạt động của con người bao gồm cả đánh bắt cá. Năm 2010, khu bảo tồn được đặt theo tên của Serge Vladimirovich Marakov, một nhà sinh vật học có rất nhiều những đóng góp trong việc bảo vệ các loài động vật có vú và chim trên quần đảo Komandorski. Khu bảo tồn hiện nằm trong danh sách Di sản thế giới dự kiến của UNESCO.